# Vincelles (Saône-et-Loire)
Vincelles ist eine französische Gemeinde im Département Saône-et-Loire in der Region Bourgogne-Franche-Comté. Sie gehört zum Arrondissement Louhans und zum Kanton Louhans. Der Ort hat 450 Einwohner (Stand 1. Januar 2022).

## Geografie

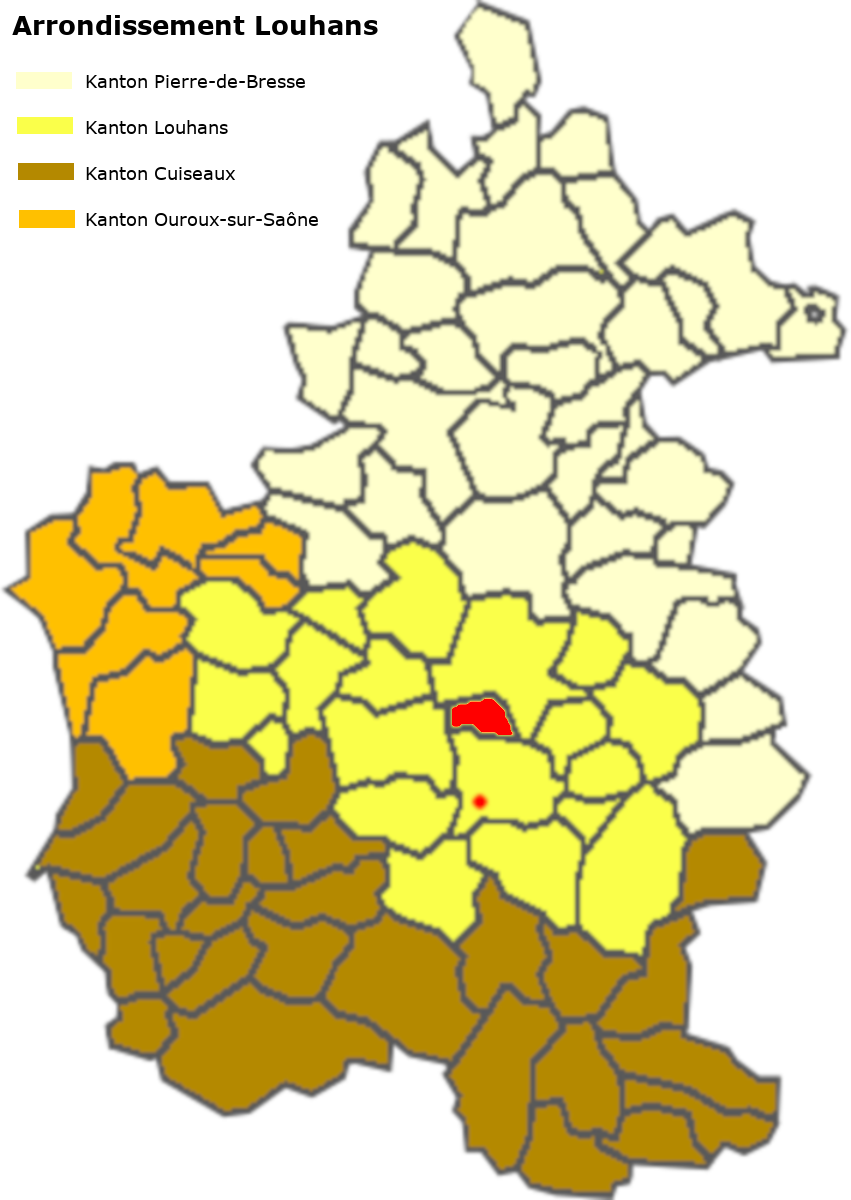
Lage der Gemeinde im Arrondissement Louhans

Vincelles ist eine kleine Gemeinde, die zwischen Saint-Usuge und Louhans liegt. Die Départementsstraße D13 von Saint-Germain-du-Bois nach Louhans durchzieht die Gemeinde in Nord-Süd-Richtung, sie wurde 1860 erstellt. Der Verlauf der Straße deckt sich weitgehend mit dem Verlauf der Römerstraße von Louhans nach Bellevesvre. Die südliche Grenze bildet die Seille, an der südwestlichen Gemeindegrenze mündet die Servonne in die Seille, nachdem sie den Ruisseau de Chaintre aufgenommen hat, der durch das zentrale Gebiet der Gemeinde fließt. Die Gemeinde ist arm an Waldflächen, lediglich im Nordwesten der Gemeinde finden sich größere Waldgebiete. Zur Gemeinde gehören folgende Weiler und Fluren: l’Ambutelière, Brevette, Champ-Richard, la Guittenière, la Marsaire, Montsavin, Moulin-du-Gué, Ronge, Vigny.

### Klima
Das Klima in Vincelles ist warm und gemäßigt. Es gibt das ganze Jahr über deutliche Niederschläge, selbst der trockenste Monat weist noch hohe Niederschlagsmengen auf. Die Klassifikation des Klimas nach Köppen und Geiger ist Cfb ((Gemäßigtes) Ozeanklima). Die Temperatur liegt im Jahresdurchschnitt bei 12,2 °C. Der wärmste Monat ist der Juli mit einer Durchschnittstemperatur von 21,4 °C, der kälteste der Januar mit 3,5 °C. Über ein Jahr verteilt summieren sich die Niederschläge auf 1081 mm, dabei ist der November mit 117 mm der niederschlagsreichste, während Juli als trockenster Monat 72 mm aufweist. Über das ganze Jahr werden etwa 2764 Sonnenstunden gezählt.
|                        | Jan | Feb | Mär  | Apr  | Mai  | Jun  | Jul  | Aug  | Sep  | Okt  | Nov  | Dez |   |      |
| Mittl. Temperatur (°C) | 3,5 | 4,1 | 7,8  | 11,4 | 15,3 | 19,4 | 21,4 | 21,0 | 17,2 | 13,1 | 7,6  | 4,3 | ⌀ | 12,2 |
| Mittl. Tagesmax. (°C)  | 6,4 | 7,9 | 12,2 | 16,0 | 19,6 | 24,1 | 26,1 | 25,8 | 21,7 | 17,2 | 10,7 | 7,0 | ⌀ | 16,3 |
| Mittl. Tagesmin. (°C)  | 0,8 | 0,8 | 3,4  | 6,6  | 10,5 | 14,4 | 16,4 | 16,1 | 12,9 | 9,4  | 4,6  | 1,7 | ⌀ | 8,2  |
|                        |     |     |      |      |      |      |      |      |      |      |      |     |   |      |
| Niederschlag (mm)      | 98  | 83  | 80   | 90   | 93   | 77   | 72   | 73   | 87   | 104  | 117  | 107 | Σ | 1081 |

| 0,8 |

| 0,8 |

| 3,4 |

| 6,6 |

| 10,5 |

| 14,4 |

| 16,4 |

| 16,1 |

| 12,9 |

| 9,4 |

| 4,6 |

| 1,7 |

| 0,8 |

| 0,8 |

| 3,4 |

| 6,6 |

| 10,5 |

| 14,4 |

| 16,4 |

| 16,1 |

| 12,9 |

| 9,4 |

| 4,6 |

| 1,7 |

## Toponymie
Der Ort taucht erstmals 930 auf, 1155 wird die Capella de Vincella erwähnt. Als cella wird eine Hütte bezeichnet, oft als Unterkunft für Hirten, aber auch von Einsiedlern. Ob der Ortsname sich aus vicus und cella ableitet, also als Gebiet mit Hütten von Hirten, muss offenbleiben. Immerhin handelt es sich um eine Gegend, die von Seille und Servonne wasserreich ist und reichlich Bewaldungen aufwies. Viele Gebiete eignen sich schlecht zur Besiedlung, was eine Nutzung als Weideflächen nahe liegt. Ein anderer Erklärungsversuch führt die Entstehung auf vinicella im Sinne eines kleinen Weinberges zurück.

## Geschichte
Die Römerstraße von Louhans nach Bellevesvre führte durch Vincelles, sie deckt sich weitgehend mit der Trasse der heutigen D13. Das Gebiet gehörte den Herrn von Salins, Ritter Jean de Salins, Herr von Vincelles, (Berater und Kammerherr des Herzogs Philipp von Burgund, Maître d’Hôtel von Isabel von Portugal, Vogt von Dole) heiratete Jeanne Bouton, deren Familie wiederum Lehen in Saint-Usuge gehörten. 1455 stiftete Jean de Salins eine Kapelle, die zur Pfarrei von Saint-Usuge gehörte. Im 18. Jahrhundert gelangt die Herrschaft in den Besitz der Marquis de Beaurepaire, welche die Kapelle in ihr Schloss integrierten, das über der Seille lag. Ein landwirtschaftliches Gebäude, das vor dem Schloss lag, führt heute weiterhin die Bezeichnung Le Château. Aus dem 18. Jahrhundert stammen zwei Mühlen, Le Moulin Roy hat ihren Betrieb 1975 eingestellt. Vincelles wurde 1860 eine eigene Pfarrei und zwischen 1856 und 1870 entstand die Kirche, die dem Heiligen Georg geweiht ist. Sie steht ebenfalls auf eine Anhöhe über der Seille, über den Ruinen einer alten Motte. Die Weiler Ambutelière und Montsavin gehörten nicht zur Herrschaft der Salins, sondern waren Teil von Louhans. Das Schloss in Ambutelière wurde im 19. Jahrhundert erbaut. 1988 bestanden noch 28 Landwirtschaftsbetriebe.

### Die Herren von Vincelles
Vincelles bildete zusammen mit Teilen von Montagny-près-Louhans und Ratte eine Erbbaronie, die schon auf die Herren von Sainte-Croix-en-Bresse zurückgeht. Lehensnehmer waren Mitglieder der Familie de Salins. 
1411 gehörte die Baronie Guy de Salins, Berater, Chambellan und Maitre d'hôtel des Herzogs von Burgund, sowie Ehrenritter der Herzogin von Burgund. Testamentarisch folgte ihm sein jüngster Sohn, Jean de Salins, Berater und Chambellan von Herzog Philipp dem Guten. Von Guillaume III. de Vienne erhielt er 1441 die hohe Gerichtsbarkeit für Vincelles geschenkt, als Anerkennung für seine Dienste. Er heiratete 1410 Jeanne Bouton.
Von den zwei Söhnen erhielt Guy de Salins, Ritter, die Herrschaft Vincelles. Sein Bruder, Jean de Sainte-Croix, Écuyer, wurde Herr von Clémencey.
Guy de Salins starb 1484 und hinterließ die Herrschaft seinem Sohn Henry de Salins. Seine Brüder wählten das Kloster, einer, Jehan wurde Prior von Louhans.
Henry de Salins heiratete 1484 seine Cousine Isabelle de Salins, starb jedoch bald und hinterließ zwei Kinder. Claude de Salins war Herr von Vincelles, Vogt des Charollais, Écuyer tranchant und Hauptmann der Bogenschützen der Garde von Philipp dem Schönen, Herzog von Burgund.
Claude de Salins hatte drei Ehefrauen. Mit der ersten, Jeanne de la Rochebaron hatte er die Tochter Guillemette de Salins, die Claude de Beaurepaire heiratete. Mit der zweiten Ehefrau hatte er den Sohn Philibert de Salins, der ihm als Herr von Vincelles und Marigny nachfolgte. Die dritte Ehefrau war Antoinette de Seyturier.
Philibert de Salins heiratete Jeanne de Balay, ihr Sohn, Philibert II. de Salins, übernahm die Herrschaft und heiratete 1573 Françoise de Stainville, der jüngere Sohn, Aymé de Salins heiratete Adrienne Bernard de Montessus und wurde nach seinem älteren Bruder Baron von Vincelles. Sein einziges Kind war Catherine de Salins die 1622 Jean Charles du Tartre, Ritter, Herr von Chilley, heiratete. Sie hatten gemeinsam zwei Töchter und zwei Söhne. Der ältere Sohn, Aymé, kam bei der Belagerung von Lerida ums Leben, der jüngere, Guillaume, war nicht verheiratet und setzte als Erben seinen Stiefbruder aus Jean Charles zweiter Ehe ein, Claude-Antoine du Tartre, Baron von L’Aubépin.
Offensichtlich setzte sich der Zweig der du Tartre nicht mehr fort. Durch die Heirat von Guillemette de Salins mit Claude de Beaurepaire fiel die Herrschaft an die de Beaurepaire, denen die Herrschaft und das Schloss noch im 18. Jahrhundert gehörte.
Mit der Französischen Revolution 1789 wurden die Vorrechte des Adels abgeschafft, sie behielten lediglich noch ihre Titel.

### Heraldik
Seit dem 23. Juni 2000 benutzt die Gemeinde das Wappen, das auf die Familie Salins-Pasquier und Henin-Lietard zurückgeht. Blasonierung: In Blau ein silberner Pfahl, begleitet von zwei goldenen Rauten.

## Bevölkerung
| Vincelles: Einwohnerzahlen von 1793 bis 2020 | Vincelles: Einwohnerzahlen von 1793 bis 2020 | Vincelles: Einwohnerzahlen von 1793 bis 2020 | Vincelles: Einwohnerzahlen von 1793 bis 2020 | Vincelles: Einwohnerzahlen von 1793 bis 2020 |
| --- | -------------------------------------------- | -------------------------------------------- | -------------------------------------------- | -------------------------------------------- |
| Jahr |                                              |                                              |                                              | Einwohner                                    |
| 1793 | 1793                                         |                                              | 411                                          | 411                                          |
| 1800 | 1800                                         |                                              | 417                                          | 417                                          |
| 1806 | 1806                                         |                                              | 415                                          | 415                                          |
| 1821 | 1821                                         |                                              | 426                                          | 426                                          |
| 1831 | 1831                                         |                                              | 448                                          | 448                                          |
| 1836 | 1836                                         |                                              | 463                                          | 463                                          |
| 1841 | 1841                                         |                                              | 498                                          | 498                                          |
| 1846 | 1846                                         |                                              | 513                                          | 513                                          |
| 1851 | 1851                                         |                                              | 514                                          | 514                                          |
| 1856 | 1856                                         |                                              | 469                                          | 469                                          |
| 1861 | 1861                                         |                                              | 462                                          | 462                                          |
| 1866 | 1866                                         |                                              | 497                                          | 497                                          |
| 1872 | 1872                                         |                                              | 476                                          | 476                                          |
| 1876 | 1876                                         |                                              | 486                                          | 486                                          |
| 1881 | 1881                                         |                                              | 481                                          | 481                                          |
| 1886 | 1886                                         |                                              | 506                                          | 506                                          |
| 1891 | 1891                                         |                                              | 478                                          | 478                                          |
| 1896 | 1896                                         |                                              | 472                                          | 472                                          |
| 1901 | 1901                                         |                                              | 477                                          | 477                                          |
| 1906 | 1906                                         |                                              | 468                                          | 468                                          |
| 1911 | 1911                                         |                                              | 455                                          | 455                                          |
| 1921 | 1921                                         |                                              | 435                                          | 435                                          |
| 1926 | 1926                                         |                                              | 431                                          | 431                                          |
| 1931 | 1931                                         |                                              | 404                                          | 404                                          |
| 1936 | 1936                                         |                                              | 407                                          | 407                                          |
| 1946 | 1946                                         |                                              | 416                                          | 416                                          |
| 1954 | 1954                                         |                                              | 375                                          | 375                                          |
| 1962 | 1962                                         |                                              | 375                                          | 375                                          |
| 1968 | 1968                                         |                                              | 375                                          | 375                                          |
| 1975 | 1975                                         |                                              | 353                                          | 353                                          |
| 1982 | 1982                                         |                                              | 336                                          | 336                                          |
| 1990 | 1990                                         |                                              | 349                                          | 349                                          |
| 1999 | 1999                                         |                                              | 380                                          | 380                                          |
| 2006 | 2006                                         |                                              | 400                                          | 400                                          |
| 2009 | 2009                                         |                                              | 417                                          | 417                                          |
| 2014 | 2014                                         |                                              | 429                                          | 429                                          |
| 2020 | 2020                                         |                                              | 439                                          | 439                                          |
| Quelle(n): EHESS/Cassini bis 2006, ab 2009 INSEE Anmerkung(en): • Ab 1962 offizielle Zahlen ohne Einwohner mit Zweitwohnsitz • Höchste Einwohnerzahl 1851 mit 514, tiefste Einwohnerzahl 1982 mit 336 (65,4 % vom Maximum) |                                              |                                              |                                              |                                              |

| Bevölkerungsstruktur | Anzahl Einwohner | männlich | weiblich | davon Ausländer | Anteil % |
| -------------------- | ---------------- | -------- | -------- | --------------- | -------- |
|                      | 439              | 228      | 211      | 9               | 2,1      |

| Männer | Alterstufe | Frauen |
| ------ | ---------- | ------ |
| 3      | 90 + älter | 2      |
| 14     | 75–89      | 21     |
| 58     | 60–74      | 55     |
| 52     | 45–59      | 50     |
| 42     | 30–44      | 29     |
| 26     | 15–29      | 21     |
| 33     | 0–14       | 34     |

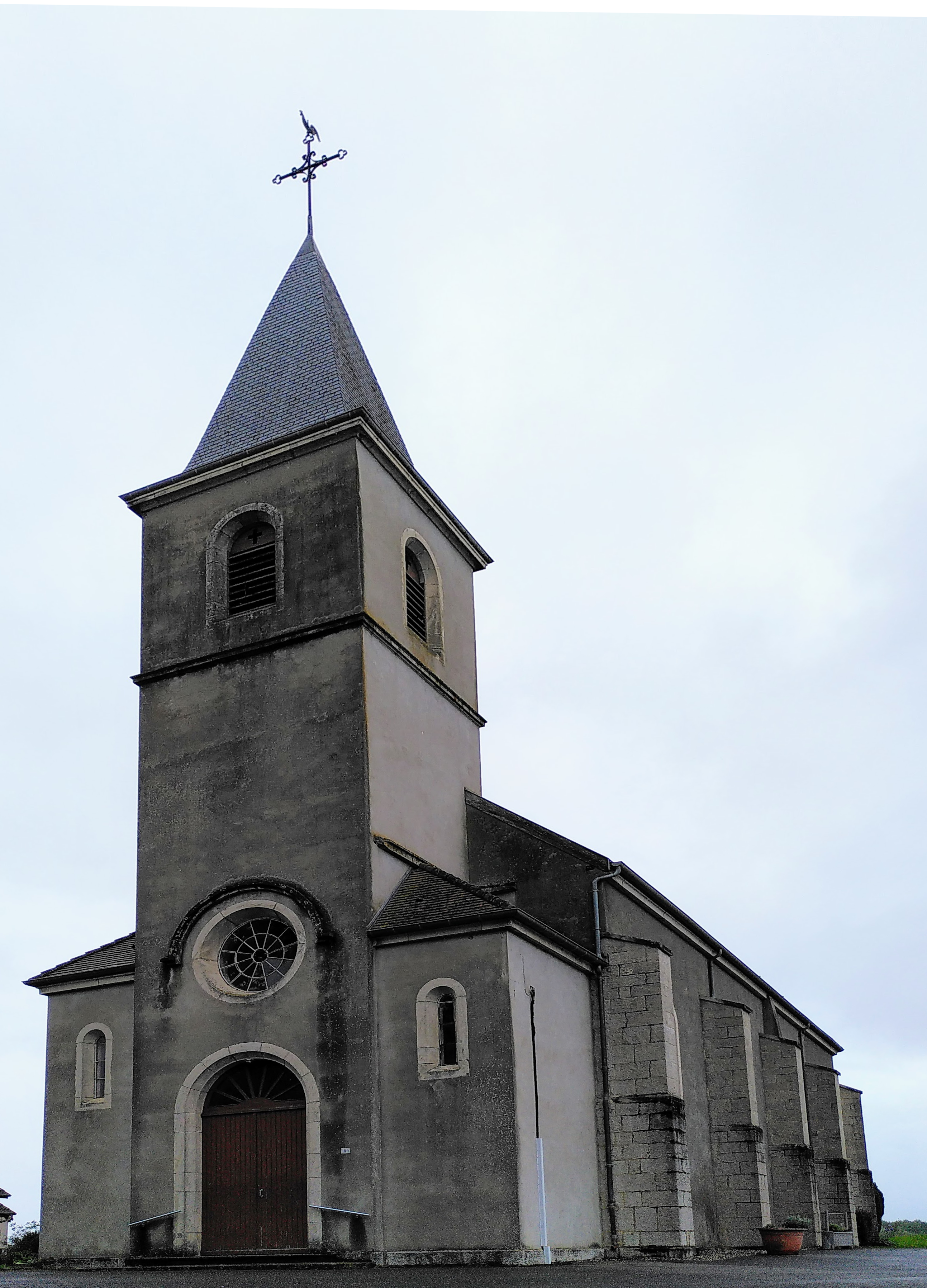
Kirche Saint-Georges in Vincelles

Die Bevölkerungsstruktur zwischen Männern und Frauen weist einen Überhang zugunsten der Männer auf, sie machen 52 % der Bevölkerung aus. Dabei sind 42 % der Bevölkerung jünger als 45 Jahre. Die Gruppe der unter 15-Jährigen macht 15,3 % aus. Demgegenüber sind 35 % der Einwohner älter als 60 Jahre und damit im Rentenalter. Diese Struktur dürfte auf die Tatsache zurückzuführen sein, dass seit 1999 dank der Bautätigkeit die Wohneinheiten um 34 % zugenommen haben. Dadurch dürfte ein Zuzug von jungen Familien mit Kindern erfolgt sein.
| Wohnstruktur               | Anzahl Wohneinheiten | davon Häuser | Wohnungen | sonstige |
| -------------------------- | -------------------- | ------------ | --------- | -------- |
|                            | 243                  | 234          | 9         |          |
| davon Hauptwohnsitz        | 205                  |              |           |          |
| Zweit- oder Ferienwohnsitz | 18                   |              |           |          |
| vakant                     | 20                   |              |           |          |

## Wirtschaft und Infrastruktur

### Unternehmen, Betriebe, Ladengeschäfte und Einrichtungen
In der Gemeinde gibt es nebst der Kirche und der Mairie (Gemeindehaus) folgende Unternehmen nach Branchen:
| Branche                                                           | Anzahl Betriebe |
| ----------------------------------------------------------------- | --------------- |
| Industrie und verarbeitendes Gewerbe                              | 3               |
| Baugewerbe                                                        | 7               |
| Groß- und Einzelhandel, Verkehr, Beherbergung und Gastronomie     | 5               |
| Information und Kommunikation                                     |                 |
| Finanz- und Versicherungsdienstleistungen                         | 3               |
| Grundstücks- und Wohnungswesen                                    | 1               |
| Freiberufliche, wissenschaftliche und technische Dienstleistungen | 4               |
| Öffentliche Verwaltung, Unterricht, Gesundheits- und Sozialwesen  | 1               |
| Sonstige Dienstleistungen                                         | 2               |
| Land- und Forstwirtschaftsbetriebe                                | 4               |

In der Gemeinde befinden sich eine Immobilienagentur, eine Autogarage, ein Bauhandwerksbetrieb, eine Schreinerei/Zimmerei, ein Elektriker und drei Installateurbetriebe. Im Ort befindet sich eine Turn- und Sporthalle, ein Mehrzwecksaal, ein Restaurant und eine Gîte. Mit den Gütern des täglichen Bedarfs versorgen sich die Einwohner weitgehend in Louhans.

### Geschützte Produkte in der Gemeinde
Als AOC-Produkte sind in Vincelles Volaille de Bresse und Dinde de Bresse, ferner Crème et beurre de Bresse zugelassen.

### Bildungseinrichtungen
In der Gemeinde besteht eine École primaire (École maternelle und École élémentaire), die der Académie de Dijon untersteht und von 52 Kindern besucht wird. Für die Schule gilt der Ferienplan der Zone A.